# Ek vir jou
Ek vir jou is het vierde soloalbum van de Zuid-Afrikaanse singer-songwriter Chris Chameleon, dat in 2007 in Nederland werd uitgebracht door Excelsior Recordings.

## Opnamen
Chris Chameleon heeft al jaren een sterke band met Nederland. Hij trad er regelmatig op met zijn band Boo! en ook solo speelde hij al op vele Nederlandse podia, waaronder een aantal keren met Spinvis. In Zuid-Afrika had hij zijn naam gevestigd als singer-songwriter met het album 7de hemel, dat daar een platinastatus behaalde. In dezelfde lijn als zijn voorganger nam Chameleon het album in Zuid-Afrika op met producer Theo Crous. Alle teksten zijn geschreven in het Afrikaans.
In september 2007 kwam het album uit in Zuid-Afrika, op Chameleons eigen platenlabel. Op 7 november 2007 verscheen het album in Nederland, met dezelfde nummers en met bijna identieke artwork. Het album kreeg redelijke aanhang en het nummer Klein klein Jakkalsies werd opgenomen op Fine fine music volume 2. Tijdens de Serious Request-actie van 3FM werd in december 2007 regelmatig het nummer Kersfees in Afrika aangevraagd. Het daarop volgende jaar probeerde Chameleon hierop in te springen, door met een single te komen, die gericht was op de Nederlandse markt. Op 1 december kwam het nummer Eerste oogopslag uit als duet met Ricky Koole. Op de B-kant stond het nummer Kersfees in Afrika. De single bereikte de hitparades echter niet. Datzelfde jaar nam Chameleon nog een nummer in duetvorm op, ditmaal het nummer Ja gese, dat verscheen op het album Second wind van Leoni Jansen.
Ondanks het feit dat Chameleon in Zuid-Afrika al meerdere platen heeft uitgegeven, blijft deze plaat tot nu toe de enige die een officiële release in Nederland heeft gekregen.

## Muzikanten
- Chris Chameleon - zang, gitaar en basgitaar
- Theo Crous - gitaar, kazoo, keyboard en synthesizer
- Kevin Leicher - gitaar
- Lize Beekman - zang in het nummer Ek vir jou

## Tracklist
1. Eerste oogopslag
2. Soen
3. Ja gesê
4. Ek vir jou
5. Klein klein jakkalsies
6. Ek dink ek hou nog van jou
7. Om jammer te sê
8. Weer bymekaar
9. Vertrek van die twaalf
10. Laatstse baklei
11. Epiloog